# Robert Coquelle
Pour les articles homonymes, voir Coquelle.
Robert Coquelle (né le 17 octobre 1875 à Férin et mort le 25 avril 1957 à Cannes) est un coureur cycliste français, journaliste sportif, manager et directeur de vélodrome. Comme Victor Breyer, Robert Coquelle a d'abord été un employé du magazine de cyclisme français Le Vélo, puis journaliste à L'Auto et administrateur de L’Écho des Sports. Il a été pendant des décennies l'un des organisateurs de compétitions cyclistes. Avec cette double activité journalistique et organisatrice, Coquelle a fait la fortune de maints champions. La majeure partie des grands champions étrangers qui vinrent courir en France avant la Première Guerre mondiale arrivèrent sur les conseils ou même grâce aux engagements que leur donna Coquelle. Et, par ces rencontres, Il servit à rendre populaire le sport qui lui était cher.

## Biographie
Robert Coquelle débute dans le cyclisme comme coureur et a pris part à des épreuves, tant à Paris qu'en province jusqu'en 1895, date de son départ au régiment.
Dès son retour, il entre au Vélo. Il collabore régulièrement à ce journal sportif. Il collabore aussi à La Vie au grand air.
En collaboration avec son ami Victor Breyer, Robert Coquelle écrit deux ouvrages : les Rois du Cycle et les Géants de la Route (Bordeaux-Paris).
Robert Coquelle est aussi un organisateur de réunion qu'il donne sur les différents vélodromes de province. Il voyage un peu partout, visitant successivement l'Algérie, la Russie et les États-Unis. Il ramène en 1901, Major Taylor,  il est son unique manager durant son séjour en Europe
Robert Coquelle est choisi par les nouveaux propriétaires du vélodrome Buffalo, rénové,  comme directeur sportif en 1902,.  Il est le directeur du vélodrome Buffalo jusqu'en 1929 et de « la Cipale ».
En 1905, Robert Coquelle part aux États-Unis assister aux six Jours de New York. L’Auto le dépêche à Dayton afin qu’il ramène les preuves de la réussite des frères Wright. Bien que n'ayant pu voir l'appareil, il a rencontré les Wright, plusieurs témoins oculaires, et revient enthousiasmé.
Robert Coquelle fonde en 1907, avec Théodore Vienne et Victor Breyer, le Wonderland français et organise des matchs de boxe en 1912.
Il représente la National Cycling Association des États-Unis à la conference de L'UCI à Copenhague en 1921.
Il crée et organise un « critérium de la montagne », Course de côte du Mont Agel en 1921.
Il organise avec Marcel Delarbre, vice-président de la Fédération française d'athlétisme, le Meeting International d’Éducation Physique Féminine et de Sports en avril 1922
Il organise les premiers six jours de Milan en 1927 et 1928.

## Publications
- Victor Breyer et Robert Coquelle, Les Rois du cycle : Comment sont devenus champions Bourrillon, Cordang, Huret, Jacquelin, Morin, Protin, Paris, E. Brocherioux, 1898, 333 p.
- Avec Victor Breyer, La Course classique. Les géants de la route. Bordeaux-Paris, Paris, 1899